# هيرم فويتش
هيرم فويتش (بالإنجليزية: Herm Fuetsch)‏ مواليد 6 يونيو 1918 في سان فرانسيسكو - الوفاة 29 سبتمبر 2010، كان لاعب كرة سلة أمريكي. بدأ مسيرته الاحترافية في سنة 1945. حمل الرقم 23. بلغ طوله 6 قدم 0 بوصة (1.8 م). لعب مع بالتيمور باليتس في الرابطة الوطنية لكرة السلة. اعتزل اللعب في 1948.

## روابط خارجية
- هيرم فويتش على موقع إن بي أي (الإنجليزية)
- هيرم فويتش على موقع سبورتس رفرنس (الإنجليزية)
- هيرم فويتش على موقع ريلجم (الإنجليزية)
- هيرم فويتش على موقع بروبوليرز (الإنجليزية)
- هيرم فويتش على موقع سبورتس رفرنس (الإنجليزية)